# Communauté de communes de la Houve et du Pays Boulageois
La Communauté de communes de la Houve et du Pays Boulageois (CCHPB) est une communauté de communes française située dans le département de la Moselle en région Grand Est.
Elle est issue de la fusion de la communauté de communes de la Houve et de la communauté de communes du Pays boulageois en 2016, et qui a pris effet le 1er janvier 2017.
Le siège de cette communauté de communes se situe à Boulay-Moselle.

## Composition
La communauté de communes est composée des 37 communes suivantes :

| Nom                      | Code Insee | Gentilé         | Superficie (km2) | Population (dernière pop. légale) | Densité (hab./km2) |
| ------------------------ | ---------- | --------------- | ---------------- | --------------------------------- | ------------------ |
| Boulay-Moselle (siège)   | 57097      | Boulageois      | 19,55            | 5 479 (2022)                      | 280                |
| Bannay                   | 57048      |                 | 4,11             | 75 (2022)                         | 18                 |
| Berviller-en-Moselle     | 57069      | Bervillérois    | 5,52             | 462 (2022)                        | 84                 |
| Bettange                 | 57070      | Bettangeois     | 3,73             | 244 (2022)                        | 65                 |
| Bionville-sur-Nied       | 57085      |                 | 8,43             | 393 (2022)                        | 47                 |
| Brouck                   | 57112      | Brouckois       | 2,98             | 81 (2022)                         | 27                 |
| Château-Rouge            | 57131      |                 | 4,32             | 297 (2022)                        | 69                 |
| Condé-Northen            | 57150      |                 | 10,92            | 722 (2022)                        | 66                 |
| Coume                    | 57154      | Coumois         | 14,9             | 601 (2022)                        | 40                 |
| Dalem                    | 57165      | Dalemois        | 7,32             | 698 (2022)                        | 95                 |
| Denting                  | 57172      | Dentingeois     | 9,67             | 273 (2022)                        | 28                 |
| Éblange                  | 57187      | Éblangeois      | 3,32             | 363 (2022)                        | 109                |
| Falck                    | 57205      | Falckois        | 6,07             | 2 516 (2022)                      | 414                |
| Gomelange                | 57252      | Gomelangeois    | 9,4              | 472 (2022)                        | 50                 |
| Guinkirchen              | 57277      |                 | 5,15             | 143 (2022)                        | 28                 |
| Hargarten-aux-Mines      | 57296      | Hargartois      | 5,51             | 1 083 (2022)                      | 197                |
| Helstroff                | 57312      | Helstroffois    | 7,91             | 484 (2022)                        | 61                 |
| Hinckange                | 57326      | Hinckangeois    | 6,07             | 328 (2022)                        | 54                 |
| Mégange                  | 57455      |                 | 4,96             | 140 (2022)                        | 28                 |
| Merten                   | 57460      | Mertenois       | 5,23             | 1 450 (2022)                      | 277                |
| Momerstroff              | 57471      | Momerstroffois  | 6,17             | 297 (2022)                        | 48                 |
| Narbéfontaine            | 57495      |                 | 3,58             | 115 (2022)                        | 32                 |
| Niedervisse              | 57507      |                 | 5,77             | 276 (2022)                        | 48                 |
| Oberdorff                | 57516      |                 | 4,22             | 332 (2022)                        | 79                 |
| Obervisse                | 57519      |                 | 4,4              | 157 (2022)                        | 36                 |
| Ottonville               | 57530      | Ottonvillois    | 15,71            | 455 (2022)                        | 29                 |
| Piblange                 | 57542      | Piblangeois     | 9,59             | 965 (2022)                        | 101                |
| Rémering                 | 57570      | Rémeringeois    | 4,94             | 419 (2022)                        | 85                 |
| Roupeldange              | 57599      | Roupeldangeois  | 2,52             | 338 (2022)                        | 134                |
| Téterchen                | 57667      | Téterchenois    | 8,75             | 765 (2022)                        | 87                 |
| Tromborn                 | 57681      | Trombornois     | 6,13             | 333 (2022)                        | 54                 |
| Valmunster               | 57691      | Valmunstergeois | 3,14             | 82 (2022)                         | 26                 |
| Varize-Vaudoncourt       | 57695      |                 | 13,87            | 501 (2022)                        | 36                 |
| Velving                  | 57705      | Velvingeois     | 4,71             | 204 (2022)                        | 43                 |
| Villing                  | 57720      | Villingeois     | 4,93             | 514 (2022)                        | 104                |
| Vœlfling-lès-Bouzonville | 57749      | Vœlflingeois    | 2,9              | 159 (2022)                        | 55                 |
| Volmerange-lès-Boulay    | 57730      | Volmerangeois   | 5,96             | 553 (2022)                        | 93                 |

## Administration

### Conseil communautaire
Le Conseil communautaire est composé de 59 délégués, dont 9 vice-présidents.
| Nombre de délégués | Communes                       |
| ------------------ | ------------------------------ |
| 14                 | Boulay-Moselle                 |
| 6                  | Falck                          |
| 3                  | Merten                         |
| 2                  | Hargarten-aux-Mines , Piblange |
| 1                  | Les autres communes            |

### Présidence
| Période      | Période      | Identité         | Étiquette | Qualité                 |
| ------------ | ------------ | ---------------- | --------- | ----------------------- |
| Janvier 2017 | Juillet 2021 | André BOUCHER    | LR        | Maire de Boulay-Moselle |
| Aout 2021    | En cours     | Jean-Michel BRUN |           | Maire de Coume          |

| No | Identité               | Délégation | Commune d'élection                     |
| -- | ---------------------- | --- | -------------------------------------- |
| 1  | Philippe SCHUTZ        | Délégué à l’aménagement, l’urbanisme, Petite Ville de Demain, l’habitat, ou la rénovation des bâtiments communautaires. | Maire de Boulay-Moselle                |
| 2  | Denis BUTTERBACH       | Délégué à la politique de santé du territoire, d’accès aux soins et du développement des structures de santé sur le territoire, de l’action sociale et solidaire et de la politique sportive, culturelle et touristique d’intérêt communautaire. | Maire de Valmunster                    |
| 3  | Jean-Claude BRETNACHER | Délégué à l’assainissement collectif, non collectif et des eaux pluviales. | Maire-adjoint de Volmerange-lès-Boulay |
| 4  | Franck ROGOVITZ        | Délégué à l’administration générale des services, les ressources humaines, la mutualisation et les finances. | Maire de Varize-Vaudoncourt            |
| 5  | Thierry UJMA           | Délégué aux circuits courts, l’alimentation durable, la restauration collective, le développement du numérique, la transition écologique et le Plan Climat Air Energie Territorial.                                                              | Maire de Piblange                      |
| 6  | Roselyne DA SOLLER     | Déléguée à la collecte et le traitement des déchets et ordures ménagères et la promotion des nouvelles filières de recyclage. | Maire-adjointe d'Hargarten-aux-Mines   |
| 7  | Christine THIEL        | Déléguée à La petite enfance, l’animation périscolaire et la parentalité. | Maire de Berviller-en-Moselle          |
| 8  | Patrick PIERRE         | Délégué à l’accessibilité aux services publics, les services aux communes, les services à la personne et de la communication. | Maire de Condé-Northen                 |
| 9  | Ginette MAGRAS         | Déléguée à La formation tout au long de la vie, le lycée professionnel, l’insertion professionnelle, l’emploi, la mobilité et les relations avec les établissements scolaires du territoire.                                                     | Maire-adjoint de Boulay-Moselle        |